# Bistum Le Mans
Das Bistum Le Mans (lat.: Dioecesis Cenomanensis) ist eine Diözese der römisch-katholischen Kirche in Frankreich, die sich über das Gebiet des Départements Sarthe erstreckt.

## Geschichte
Als erster Bischof gilt der heilige Julianus, sein Nachfolger war der heilige Liborius. Die kanonische Errichtung als Bistum erfolgte im 5. Jahrhundert.
1855 wurde das Bistum dem Département Sarthe angepasst und trat dabei Gebiete an das neu errichtete Bistum Laval ab.
Durch die Translation und Verehrung von Reliquien des heiligen Liborius im Erzbistum Paderborn gibt es seit dem 9. Jahrhundert eine Partnerschaft der Städte Paderborn und Le Mans. Besonders die beiden Diözesen fühlen sich verbunden. So war Erzbischof Hans-Josef Becker mit einer Delegation aus Paderborn bei der Weihe des neuen Bischofs Yves Le Saux anwesend.

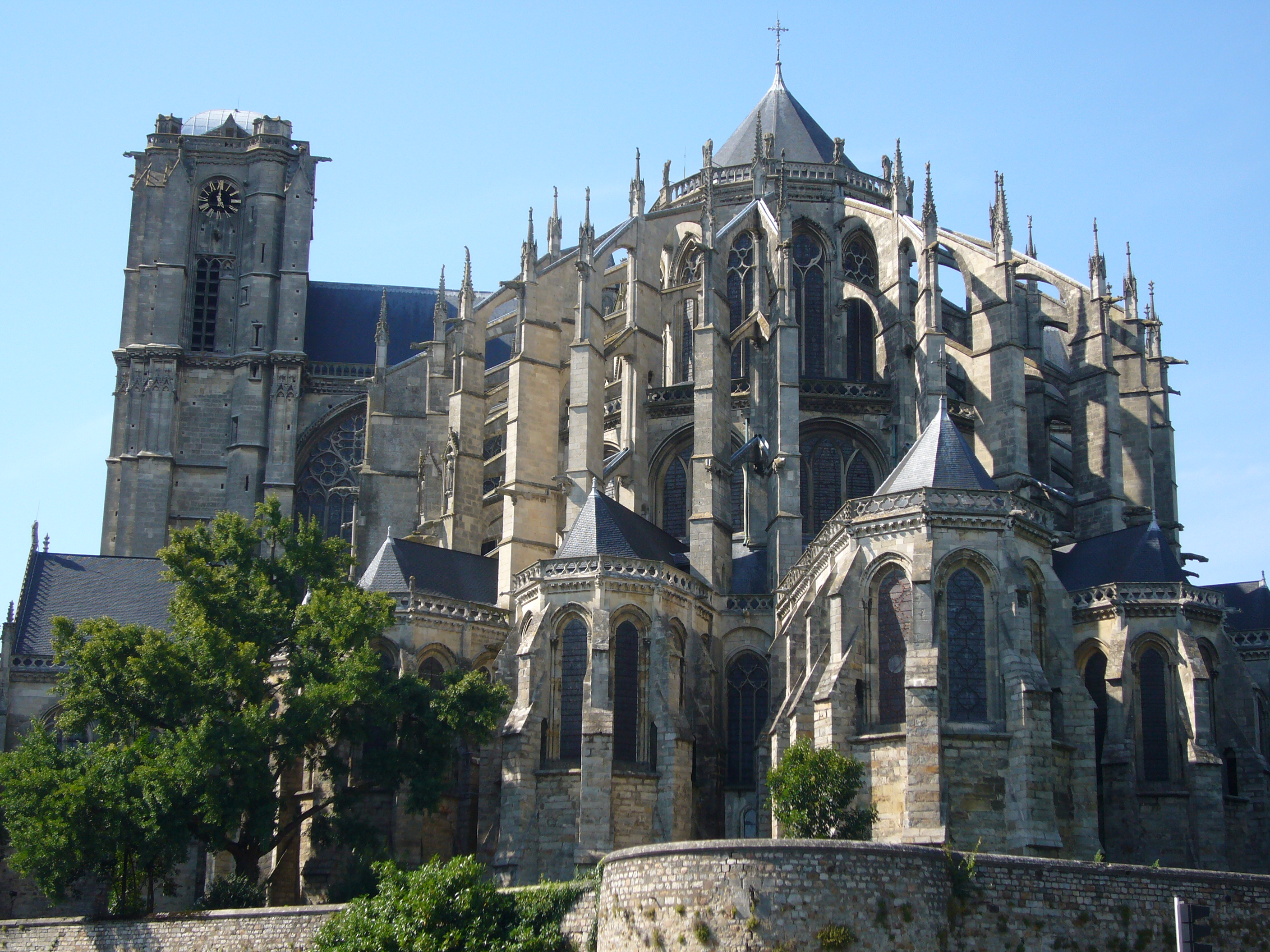
Die Kathedrale Saint-Julien
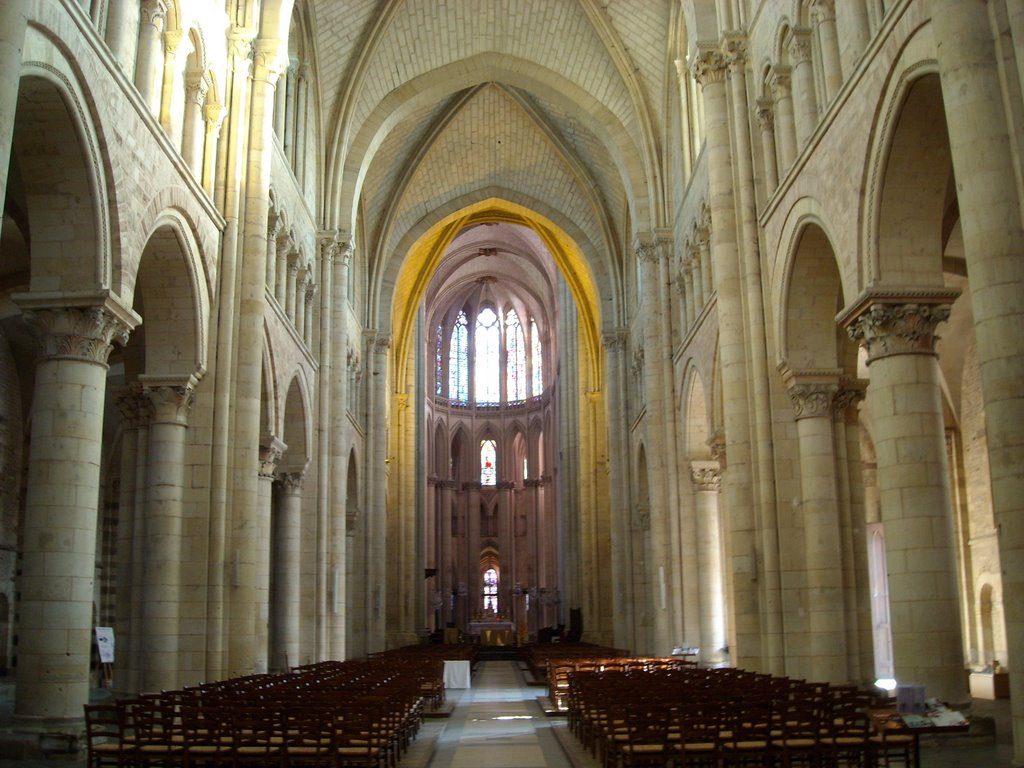
Blick in den Chor der Kathedrale
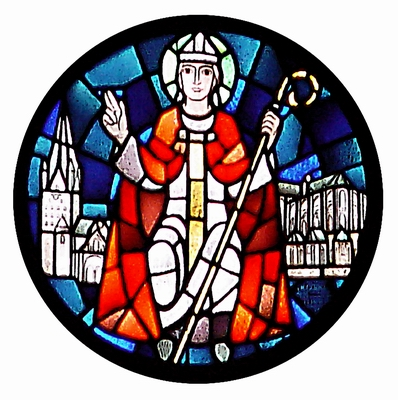
Der hl. Liborius vor den Kathedralen von Paderborn und Le Mans (Turmfenster im Paderborner Dom)